# ویلیام مسی
ویلیام مسی (انگلیسی: William Massey; ۲۶ مارس ۱۸۵۶ – ۱۰ مهٔ ۱۹۲۵) سیاست‌مدار اهل نیوزیلند بود.